# Géologie du Rif
Le Rif est un segment des chaînes alpines de la Méditerranée. Sa partie occidentale et septentrionale, constitue, avec les cordillères Bétiques occidentales, l’arc de Gibraltar. Du point de vue structural, le Rif est subdivisé en trois grands domaines structuraux et paléogéographiques. De l’ouest vers l’est, on y distingue : le domaine interne, le domaine des Flyschs et le domaine externe.

## Domaine interne
Ce domaine est caractérisé par des terrains paléozoïques et cristallophylliens plissés et métamorphiques. On y distingue, de l’ouest vers l’est, trois ensembles structuraux superposés.

### Sebtides
Les Sebtides sont un ensemble de terrains métamorphiques, comportant à leur base des roches ultrabasiques (massif péridotitique de Béni Bousera). De bas en haut, on trouve les péridotites, une auréole de Kinzigites, des gneiss et des micaschistes (unité de Filali), et vers le haut, des métasédiments paléozoïques et triasiques (unité de Federico). 

### Ghomarides
Les Ghomarides forment un ensemble de quatre nappes paléozoïques peu ou pas métamorphiques. Il s’agit des nappes d’Aâkaili, Koudiat Tizian, Beni Hozmar et la nappe supérieur de Talembote.

### Dorsale calcaire
La dorsale calcaire correspond à un ensemble d’écailles à ossature carbonatée massive de plate-forme datant du Trias et du Jurassique inférieur. Cette série surmonte d’autres séries condensées du Jurassique et du Crétacé, coiffées par un matériel détritique cénozoïque. 
Le contact entre le domaine interne et le domaine externe est marqué par une série de terrains sédimentaires, dont l'âge s'étend du Lias jusqu'au début du Miocène nommée Prédorsalien. 

## Domaine des Flyschs
C’est un domaine entièrement allochtone. Il est débité en nappes constituées de matériel d'âge crétacé et cénozoïque. Ces nappes occupent trois positions structurales : elles sont soit en superposition sur les unités du domaine interne, soit entre le domaine interne et le domaine externe, ou bien en position plus externe sous forme de masses isolées sur les unités du domaine externe.

## Domaine externe
Ce vaste domaine structural provient essentiellement du décollement de la couverture mésozoïque et paléogène déposée sur la marge Nord-Africaine. Il est subdivisé en trois ensembles à matériel dont l'âge s'étend du Trias jusqu'au Miocène. Il est largement charrié par les nappes des flyschs et le domaine interne. Ces ensembles sont respectivement nommés : l’Intrarif, le Mésorif et le Prérif.

### Intrarif
Il est constitué de l’unité de Ketama, qui affleure exclusivement dans le Rif central. C’est une unité peu métamorphisé à matériel schistoquarzitique d’âge liasique à crétacé inférieur. Sa couverture décollée constitue l’unité de Tanger, qui est représentée surtout dans la partie occidentale du Rif externe. Sa série stratigraphique comporte des formations allant de l’Albo-Aptien jusqu'au Miocène inférieur et elle est largement représentée par les marges argileuses au Crétacé supérieur. Enfin, l’unité du Loukkos affleure dans le Rif occidental, dont les faciès prédominant sont les marno-calcaires de l’Albo-Cénomanien et du Sénonien. Pour les formations plus jeunes de l'ancien bassin de l'Intrarif, elles ont été détachées et forment la nappe de Habt à l'ouest et les nappes d'Ouezzane et de Tsoul au sud et au sud-est.

### Mésorif
Il est formé de terrains allant du Lias jusqu'au Miocène moyen. Ils sont caractérisés par des dépôts argilo-gréseux du Callovo-Oxfordien, et par des calcarénites du Miocène moyen.

### Prérif
Il débute par les calcarénites jurassiques formant la ligne des Sofs du Prérif interne et se termine par le complexe d'olistostrome d’âge Tortonien, dont l’équivalent oriental est l’unité chaotique de Gareb-Kebdana,.